# Mimmo Rotella
Mimmo Rotella, all'anagrafe Domenico Rotella (Catanzaro, 7 ottobre 1918 – Milano, 8 gennaio 2006), è stato un artista italiano, legato al movimento del Nouveau Réalisme e della Pop Art internazionale.

## Biografia

### Gioventù
Nato nel 1918 a Catanzaro da una famiglia della media borghesia, dopo aver ottenuto il diploma nel 1940, nel 1941 è chiamato alle armi. Nel 1943 lascia l'esercito e l’anno successivo ottiene il diploma di maturità artistica a Napoli. Tra il 1944 e il 1945 insegna disegno e calligrafia a Catanzaro. Nel 1945 si trasferisce a Roma dove frequenta la giovane avanguardia costituita dagli esponenti del Gruppo Forma 1 (Carla Accardi, Ugo Attardi, Pietro Consagra, Piero Dorazio, Mino Guerrini, Achille Perilli, Antonio Sanfilippo e Giulio Turcato). Dopo gli inizi figurativi e le prime sperimentazioni, inizia a dipingere quadri astratto-geometrici ispirati alle opere di Vasilij Kandinskij e Piet Mondrian.
Nel 1947 partecipa alle prime esposizioni nell'ambito dell'Art Club. Nel 1949 si dedica ad esperimenti di poesia fonetica, che denomina epistaltica(un neologismo inventato dall'artista), del quale nello stesso anno redige il Manifesto.

### Anni cinquanta

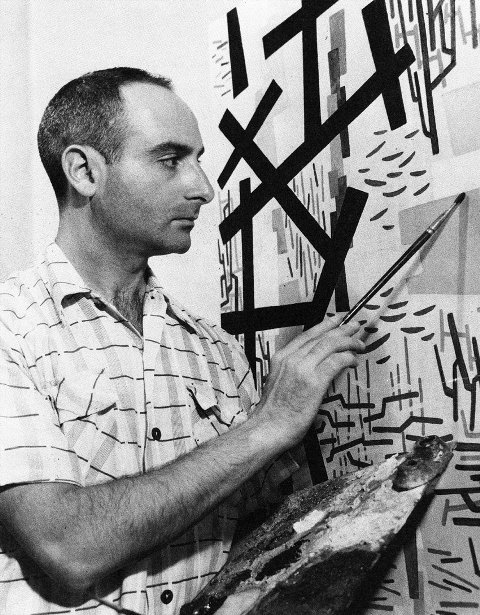
Mimmo Rotella al lavoro nel suo studio, Roma 1951

Nel 1950 espone a Parigi al Salon des Réalités Nouvelles. Nel febbraio 1951 partecipa alla mostra "Arte astratta e concreta in Italia - 1951" organizzata da Palma Bucarelli e Giulio Carlo Argan alla Galleria nazionale d'arte moderna e contemporanea di Roma; il mese successivo, è impegnato nella sua prima personale alla galleria Chiurazzi di via del Babuino. Nel 1951 ottiene l'assegnazione di una borsa di studio da parte della Fulbright Foundation, che gli permette di recarsi negli Stati Uniti in qualità di "Artist in Residence", all'Università di Kansas City. Nel 1952 realizza la seconda personale alla William Rockhill Nelson Gallery of Art di Kansas City e porta a compimento un pannello murale sul tema dell’astronomia presso il dipartimento di Fisica e Geologia dell’università. Per l'Università di Harvard compie una performance di poesia epistaltica. In autunno torna a Roma, dedicandosi alla produzione fonetica.
Nel 1953 comprende che il mezzo pittorico non è più un mezzo adatto per l'espressione della sua poetica e ha improvvisamente quella che egli definisce "illuminazione Zen": la scoperta del manifesto pubblicitario come espressione artistica. Così nasce il décollage: Rotella preleva dai muri di Roma e incolla sulla tela pezzi di manifesti strappati per strada rielaborandoli poi in studio, adottando il collage dei cubisti e contaminandolo con elementi mutuati da una matrice informale vicina ad Hans Arp e a Jean Fautrier e con il ready-made dadaista. Nel 1955, a Roma, nella mostra "I Sette pittori sul Tevere a Ponte Santangelo", invitato da Emilio Villa, espone per la prima volta il 'manifesto lacerato'. In quegli anni si serve anche dei retro dei manifesti, ricavandone delle opere astratte denominate retro d'affiches. Ancora nel 1955 Carlo Cardazzo organizza una mostra dedicata interamente ai décollage e ai retro d’affiches nella sua Galleria del Naviglio a Milano, mentre Leonardo Sinisgalli pubblica sul numero di settembre-ottobre di “Civiltà delle Macchine” un’ampia riflessione sulla nuova tecnica inventata da Rotella, paragonando il suo lavoro con quello di Lucio Fontana e Alberto Burri.
Nel 1956 partecipa al Premio Graziano e nel 1957 ai premi Battistoni e di Incoraggiamento del Ministero della Pubblica Istruzione. Le sue opere sono esposte in numerose mostre personali e collettive in Italia e all’estero, in particolare a Londra, presso l’Institute of Contemporary Arts (ICA) (settembre 1957). Verso la fine degli anni cinquanta i suoi décollages iniziano a far intravedere dei dettagli figurativi. Nel 1958 partecipa alla mostra "Nuove tendenze dell'arte italiana" organizzata da Lionello Venturi nella sede romana della Rome-New York Art Foundation. L'anno successivo conosce il critico francese Pierre Restany, con il quale inizia un lungo sodalizio che durerà fino alla morte del critico francese, avvenuta nel 2003.

### Anni sessanta
Nel 1960 aderisce al Nouveau Réalisme (anche se non ne firma il manifesto), del quale è teorico Pierre Restany e che riunisce, fra gli altri, Yves Klein, Spoerri, Tinguely, César, Arman, Christo e Niki de Saint Phalle. Al gruppo prendono parte anche i francesi Hains, Dufrêne e Villeglé, che operano con la tecnica del décollage negli stessi anni.

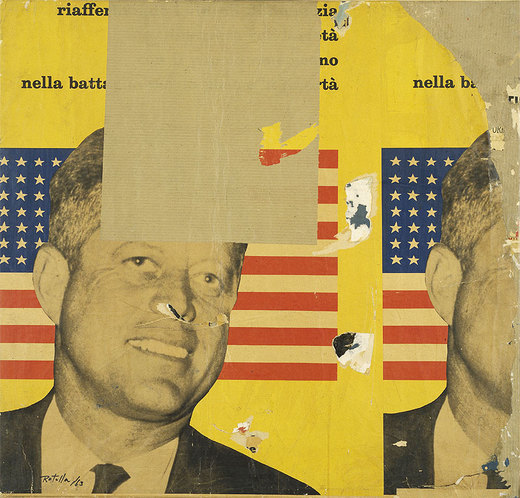
Mimmo Rotella, Viva America, 1963, collezione privata

Insieme ai décollages, Rotella esegue anche assemblages e ready-made con oggetti acquistati da rigattieri come tappi di bottiglia, corde, ceste di vimini e pezzi di stoffa. Questo rimando all’oggetto di uso comune e quotidiano lo avvicina alle pratiche coeve della Pop Art britannica e statunitense.
Nel maggio 1961 espone nella storica mostra À 40° au-dessus de Dada, curata a Parigi da Restany presso la Galerie J. La stessa galleria francese ospita nel 1962 la serie di opere ispirate al mondo del cinema in occasione dell’esposizione "Cinecittà". I suoi décollages, dall’inizio degli anni sessanta, si caratterizzano per la presenza dei divi del grande schermo e della musica come Marilyn Monroe, Liz Taylor, Marlon Brando ed Elvis Presley.
In questo periodo intensifica il suo rapporto con l’America attraverso l’organizzazione di una personale alla Galeria Bonino di Buenos Aires nell’estate del 1962 e alla partecipazione alle mostre collettive "The Art of Assemblage" (New York, Museum of Modern Art, ottobre-novembre 1961) e "New realists" (New York, Sidney Janis Gallery, novembre-dicembre 1962).
Durante quest’ultima esposizione il suo lavoro viene messo a confronto con artisti francesi (Arman, Christo, Raymond Hains, Yves Klein, Martial Raysse, Daniel Spoerri, Jean Tinguely), italiani (Enrico Baj, Gianfranco Baruchello, Tano Festa, Mario Schifano), svedesi (Öyvind Fahlström, Per Olof Ultvedt), inglesi (Peter Blake, John Latham, Peter Phillips) e statunitensi (Peter Agostini, Jim Dine, Robert Indiana, Roy Lichtenstein, Robert Moskowitz, Claes Oldenburg, James Rosenquist, George Segal, Andy Warhol, Tom Wesselmann). Espone due décollages, La tazza di caffè e Birra, che nascono da manifesti pubblicitari in cui il prodotto è enfatizzato, divenendo assoluto protagonista della composizione.
L’anno successivo, Restany presenta la prima monografia sull’artista, Mimmo Rotella: dal Décollage alla nuova immagine, durante la mostra personale organizzata alla Galleria Apollinaire di Guido Le Noci a Milano.
Nel 1964 è invitato ad esporre alla Biennale di Venezia con una sala personale.
Lo stesso anno è incriminato per detenzione di stupefacenti e incarcerato a Regina Coeli per circa cinque mesi. Amareggiato dalle vicende giudiziarie, si trasferisce a Parigi dove prosegue la produzione dei riporti fotografici (o reportages), già iniziata nel 1963, in cui si avvale di procedimenti fotomeccanici di riproduzione dell’immagine. La prima mostra dedicata a questa nuova serie di opere ha luogo nell’aprile 1965 alla Galerie J di Parigi dal titolo "Vatican IV".
Parallelamente alla tecnica del riporto fotografico realizza quelli che chiama artypos: nelle tipografie seleziona le prove di stampa dei manifesti - fogli contraddistinti da una sovrapposizione randomica di immagini, altrimenti desitinati al macero - per applicarli sulla tela. In seguito, nei primi anni settanta, alcuni artypos vengono fatti plastificare, ottenendo così gli artypos-plastique.
Nel 1966 inizia a tenere un diario che verrà pubblicato nel 1972 con il titolo Autorotella. Autobiografia di un artista. Alla fine del 1967 si trasferisce a New York, ospite degli amici Christo e Jeanne-Claude: in questo frangente conosce Andy Warhol. Il critico Lawrence Alloway lo invita a tenere una conferenza sulla sua pratica artistica presso la School of Visual Arts. Rotella in questo periodo vive al Chelsea Hotel, dove frequenta artisti come Claes Oldenburg, Robert Indiana, Roy Lichtenstein.
Tornato a Parigi alla fine del 1968, continua la sua attività espositiva.

### Anni settanta
Agli inizi degli anni settanta produce alcune opere intervenendo sulle pagine pubblicitarie delle riviste con l'impiego di solventi e riducendole o allo stadio di impronta (frottage) o cancellandole (effaçage). Nel 1974 il critico Tommaso Trini pubblica per le Edizioni Giampaolo Prearo una monografia aggiornata sull’attività di Rotella, mentre l’anno successivo una grande mostra retrospettiva è organizzata presso la Rotonda di Via Besana a Milano.
Nel 1975 incide il primo disco di poesie fonetiche prodotto dalle Edizioni Plura di Milano e nel 1976 prende parte a Poésie action. Poésie sonore 1955-1975 organizzato a Parigi dal poeta Bernard Hiedsieck. Altra sperimentazione, in quegli anni, è quella di accartocciare i manifesti e chiuderli in teche di plexiglas, realizzando così le plastiforme.
Il 9 settembre 1977 è colpito al volto da una biglia di ferro durante una manifestazione di Autonomi a Milano e viene ricoverato d’urgenza all’ospedale. Questo è un episodio simbolico del clima che ha caratterizzato gli anni di piombo in Italia: riflettendo su questi episodi, Rotella elabora alcuni riporti fotografici a tema sociopolitico.

### Anni ottanta
Nel 1980 lascia definitivamente Parigi per stabilirsi a Milano. Nel capoluogo lombardo elabora i blanks o "coperture": manifesti pubblicitari azzerati, ricoperti da fogli monocromi, come avviene per la pubblicità scaduta. Nel 1984 realizza grandi tele a pittura acrilica dedicate al cinema: Cinecittà 2 allo Studio Marconi di Milano
. Nel 1986 partecipa alla seconda Biennale dell'Avana. Nello stesso anno realizza le "sovrapitture", ispirandosi al graffitismo: interviene pittoricamente su manifesti lacerati ed incollati su un supporto. Vi traccia scritte e simboli come quelli che si possono leggere sui muri cittadini
. Nello stesso anno realizza la scultura in travertino Omaggio a Tommaso Campanella per la città siciliana di Gibellina.

### Anni novanta
Nel 1990 partecipa al Centro Georges Pompidou di Parigi alla mostra "Art et Pub" e al Museum of Modern Art di New York all'esposizione "High and Low". Si sposa nel 1991 con Inna Agarounova e nel 1993 nasce la figlia Aghnessa (Asya). Riceve nel 1992 dal Ministro della Cultura francese, Jack Lang, il titolo di Officiel des arts et des Lettres.
È invitato al Guggenheim Museum di New York nel 1994 per la mostra "The Italian Metamorphosis 1943-1968 " curata da Germano Celant, poi nuovamente al Centre Pompidou nel 1996 in occasione di "Face à l'Histoire". Nel 1996 al Museum of Contemporary Art di Los Angeles organizza "Art and Film since 1945: Hall of mirrors", mostra itinerante che tocca varie tappe in tutto il mondo. Nel 1998, dedica al cinema di Federico Fellini il ciclo di lavori chiamato Felliniana.

### Anni 2000
Nel 2000 è costituita, per volontà dell'artista, la Fondazione Mimmo Rotella. La Fondazione ha seguito l’artista negli ultimi cinque anni della sua vita, affiancandolo nelle varie attività e aiutandolo nell’organizzazione di mostre e nella pubblicazione di monografie.
Nel 2002 pubblica la sua seconda autobiografia dal titolo L’ora della lucertola, mentre l’anno successivo Restany definisce nuove icone una serie di lavori che Rotella realizza apponendo un segno pittorico su manifesti cinematografici parzialmente coperti da veline monocrome. Parallelamente a questo tipo di lavori, produce décollages di dimensioni imponenti.
Nel 2004 Rotella riceve la laurea honoris causa in Architettura all'Università degli Studi Mediterranea di Reggio Calabria e il regista Mimmo Calopresti gira un documentario su di lui, dal titolo L’ora della lucertola. Il 18 marzo 2005 apre la Casa della Memoria a Catanzaro: la sua casa natale è riadattata a casa-museo dall’architetto Marcello Sestito.
Ancora in piena attività, si spegne a Milano l'8 gennaio 2006 all'età di 87 anni.

## Curiosità
- L’artista ha avuto molti contatti con il mondo del cinema: il personaggio di Nando Mericoni, protagonista del film di Steno Un americano a Roma (1953) sembra sia stato ispirato dall’esperienza di Rotella a Kansas City[4].
- Rotella si è occupato anche di curiosità disegnate sulle pagine di alcune riviste, di arte postale, di oggetti sculture.
- In un’intervista del 1974 Federico Fellini lo cita come un esempio di artista capace di nobilitare il manifesto[5].
- La moglie Inna Agarounova e la figlia Aghnessa nel 2012 hanno costituito a Milano il Mimmo Rotella Institute con lo scopo di promuovere a livello nazionale e internazionale la conoscenza e la tutela della figura e dell'arte di Mimmo Rotella[6].
- L’artista contemporaneo Mauro Moriconi scrive la prima tesi accademica su Mimmo Rotella nel 2004 dal titolo "Rotella e il Décollage".[7]

## Premio Mimmo Rotella
La Fondazione Mimmo Rotella ha istituito un premio artistico internazionale che negli anni è stato conferito a Clooney, Pacino, Caine, Gibson, Sokurov, Sorrentino, Kitano, Ferrara e Amelio. Il premio annuale del 2010 è stato conferito a Venezia ad Ascanio Celestini per il film La pecora nera in concorso alla Mostra internazionale d'arte cinematografica e nel 2018 è stato conferito a Dafoe e Schnabel, nella terrazza del museo Guggenheim di Venezia.

## Mimmo Rotella nei musei
- Up Tempo, 1957, Galleria Nazionale d’Arte Moderna e Contemporanea, Roma
- Muro romano, 1958, National Gallery of Art, Washington D.C.
- Senza titolo, 1958, The Menil Collection, Houston
- Not in Venice Archiviato il 9 novembre 2016 in Internet Archive., 1959, MART, Rovereto
- Cobs, 1960, Los Angeles County Museum of Art, Los Angeles
- A strappo deciso, 1960, MACRO, Roma
- Decisioni al tramonto, 1961, Museo del Novecento, Milano
- Europa di notte, 1961, Mumok, Vienna
- La signora dal cagnolino, 1961, Kunsthalle Mannheim, Mannheim
- Avventuroso, 1961, Centre Georges Pompidou, Parigi
- Viso trasparente, 1961, MAMbo, Bologna
- Petit monument à Rotella, 1961, MoMa, New York
- Shell-Petit Monument a Rotella, 1960-69 e La Benzinara, 1978, Museo Fisogni, Tradate
- Con un sorriso, 1962, Tate Modern, Londra
- Cinemascope, 1962, Museum Ludwig, Colonia
- Les conquerants, 1962, Sprengel Museum Hannover, Hannover
- Il gioco, 1962, Museo Nacional de Bellas Artes, Buenos Aires
- L'assalto, 1962, Staatsgalerie Stuttgart, Stoccarda
- Lava bene, 1963, Museu Coleção Berardo, Lisbona
- Marylin, il Mito di un'Epoca, 1963, Musée d'art moderne et contemporain, Nice
- S.P.Q.R., 1963 - Collezione Roberto Casamonti, Firenze
- Lo schermo, 1965, Mumok, Vienna
- Casablanca, 1965–80, Peggy Guggenheim Collection, Venezia
- Casa della Memoria Mimmo Rotella[9], inaugurata nel 2005, Vico dell’onda n. 7, Catanzaro
- Il Lupo della Sila, 2007, Museo all'aperto Bilotti, Cosenza
- La Rinascita della Cultura, 2007, Museo all'aperto Bilotti, Cosenza

## Esposizioni personali e rilevanti-selezione
- 1951-Roma, Galleria dei Chiurazzi, “Pitture e disegni di Rotella. Ceramiche e disegni di Meli”, dal 14 marzo
- 1952-Kansas City, William Rockhill Nelson Gallery of Art, “Domenico Rotella”, 9-30 marzo
- 1956-Roma, Palazzo delle Esposizioni, 22 novembre 1955 - 30 aprile 1956 VII Quadriennale Nazionale d'Arte di Roma
- 1957-Roma, Galleria Selecta, “Rotella”, 30 marzo - 8 aprile
- 1957-London, Institute of Contemporary Art, “Rotella. Recent Collages”, 10-24 settembre
- 1959-Roma, Galleria La Salita, “Rotella”, dal 1º giugno
- 1962-Parigi, Galerie J, “Cinecittà”, 28 febbraio-24 marzo; Copenaghen, Galerie Passepartout, dal 19 febbraio 1963
- 1963-Milano, Galleria Apollinaire, “Mimmo Rotella”, dal 10 maggio
- 1965-Parigi, Galerie J, “Rotella. Vatican IV”, dal 2 aprile
- 1966-Roma, Palazzo delle Esposizioni, 20 novembre 1965-31 marzo 1966 IX Quadriennale Nazionale d'Arte di Roma
- 1975-Milano, Rotonda di via Besana, “Rotella”, 30 aprile-22 maggio
- 1981-Milano, Studio Marconi, “Rotella ‘coperture’ 1980”, gennaio
- 1993-Digione, Espace FRAC - École Nationale des Beaux-Arts, “Mimmo Rotella à Dijon”, 16 ottobre-11 dicembre
- 1994-Colonia, Museum Ludwig Köln, “Spuren der Grosstadt. Marilyn, Bengala & Co.”, 27 maggio-17 luglio
- 1999 - Catanzaro, Complesso Monumentale San Giovanni, "Mimmo Rotella. Storia di un'idea", 26 novembre 1999 - 5 marzo 2000
- 1999-Nizza, Musée d’Art Moderne et d’Art Contemporain, “Mimmo Rotella. Rétrospective”, 11 dicembre-3 aprile 2000
- 2001-Pisa Museo di Palazzo Lanfranchi "Oggi come Oggi" 19 maggio - 19 agosto 2001
- 2002-Genova, Museo d’Arte Contemporanea Villa Croce, “Mimmo Rotella. Antologica 1949-2000”, 28 giugno-22 settembre
- 2003-Pechino, Central Academy of Fine Arts - Jinan, Eastern Modern Art Gallery, “Mimmo Rotella. China Exhibition”, aprile-maggio
- 2005-Basel, Museum Tinguely, “Mimmo Rotella. Avenue Rotella”, 25 ottobre-2 gennaio 2006
- 2005- Roma, Galleria Borghese, “Mimmo Rotella. Décollages 1959-2000”, dall’11 novembre
- 2006-Firenze, Frittelli arte contemporanea, Firenze "Mimmo Rotella Cinecittà", 22 aprile-23 giugno 2006
- 2007-Milano, Fondazione Marconi,“Mimmo Rotella”, 21 settembre-20 ottobre
- 2009-Catanzaro, MARCA Museo delle Arti di Catanzaro, "Mimmo Rotella, Lamiere", 30 gennaio-30 marzo
- 2010-Milano, Fondazione Marconi, "Mimmo Rotella. Opere 1949-1989", 10 febbraio-13 marzo 2010
- 2010-Firenze Frittelli Arte Contemporanea Firenze "Artypo-Par Erreur" 18 dicembre 2010 - 19 febbraio 2011
- 2013-Milano, Fondazione Marconi, "Mimmo Rotella. Retro d'affiches", 19 marzo-15 maggio
- 2014-Milano, Palazzo Reale, "Mimmo Rotella. Décollages e retro d'affiches", 13 giugno-31 agosto
- 2015-Londra, Robilant + Voena, “Rotella”, 5 febbraio - 24 marzo
- 2016-Locarno, Museo Casa Rusca, “Rotella e il cinema”, 12 marzo-14 agosto
- 2017-New York, Gladstone 64, “Mimmo Rotella. Selected Early Works”, 4 marzo-15 aprile

## Cinema
- Dentro/Fuori, a cura di Tonino Sicoli e Marcello W. Bruno, RAI (1983)
- L'ora della lucertola, regia di Mimmo Calopresti (2004)[10]